# 雞屎藤
雞屎藤（學名：Paederia foetida）又名疏花雞矢藤、雞矢藤、狹葉雞矢藤，为茜草科雞屎藤屬下的一个种。

## 別名
烏芹藤、雞屎藤（廣東）五德藤、五香藤（台灣）、雞矢藤、牛皮凍、解暑藤、狗屁藤、臭藤、皆治藤、清風藤（福建）。

## 來源
為茜草科雞矢藤屬植物雞屎藤Paederia scandens（Lour.）Merr.，以根或全草入藥。

## 形態特徵
多年生纏繞草質藤本，長100-200公尺，基部木質，全株揉碎後均有惡臭。根長大，棕色。枝較纖弱，節稍膨大。葉對生，近膜質，卵形、橢圓形至橢圓狀技針形，長5－11厘米，寬3－7厘米，先端短尖或漸尖，基部圓形或心形，上面深綠，下面淺綠，主脈明顯；托葉三角形，脫落。夏季開花，聚傘圓錐花序頂生及腋生；花苔齒短，三角形；花冠管鐘形，長約1厘米，外面灰白色，具細茸毛，內面紫色，5裂；雄蕊5，著生於花冠管內；子房2室，每室1胚珠，花柱2，絲狀，基部愈合。核果球形，淡黃色，熟時光亮，內有1－2核。

## 分布
生於丘陵、平地 林邊、灌叢及荒山草地。

## 栽培要點
喜較溫暖環境，耐寒。對土壤要求不嚴，但以肥沃的腐植質壤土和砂壤土生長較好。

## 採集加工
夏採全草，秋、冬採根，洗淨，曬乾。

## 化學成分
從全草分離出單帖苷類：豬殃殃苷（asperuloside,C18H22O11‧H2O），雞矢藤苷（paederoside,C18H22O10S‧2H2O）、雞矢藤次苷（scandoside，C16H22O11‧11/2H2O），雞矢藤苷酸（paederosidic acid，C18H24O11S‧2H2O），去乙醯豬殃殃苷（deacetylasperuloside，C16H20O10‧2H2O），後兩者係提取過程中產物。此外，尚含有7-谷甾醇、熊果苷（arbutin，C12H16O7，果實含量約0.69%)，齊墩果酸、三十烷、氫醌。全草經蒸汽蒸餾得醋酸、丁醛、不飽和脂肪酸（有刺激臭氣）以及帖醛。近年來又有人從葉及莖中分離得三十一烷（hentriacontane）、甲硫醇（meehyl mercaptan）、蠟醇（cerylaecohol）、三十一烷醇（hentriacontanol）、軟脂酸、豆甾醇、菜油甾醇（campesterol）、雞矢藤糖苷（paederoside）等。果實含揮發性成分二甲基二硫化物（dimethyldisulfide）、順式-3-已烯-1- 醇（cis-3-hexenlol）、苯甲醇、苯乙醇，還有醣酸、丙酸、醣酸、己酸、辛酸。此外尚含山奈酚、槲皮素和咖啡酸以及烏索酸甲酯（methylursonate）。

## 藥理作用
- 鎮痛試驗（熱板法）：

小鼠腹腔注射雞矢藤葉及根的蒸餾液0.01毫升/每克（每毫升相當5克生藥），經20分鐘到1.5小時，痛閥比正常反應平均提高148%，用量增大與痛閥提高成正比。雞矢藤注射液給藥後20分鐘開始起鎮痛作用，40～90分鐘基本保持平衡，嗎啡給藥後20分鐘鎮痛作用達最高峰，隨後逐漸下降。雞矢藤注射液鎮痛作用雖然不如嗎啡快，但維持時間比嗎啡長，實驗者認為本品是一種較好的止痛藥。
- 本品浸劑0.5克/公斤靜脈注射對麻醉貓有降壓作用。
- 抑菌試驗：50%雞矢藤煎劑對金黃色葡萄球菌和福氏痢疾桿菌均有抑菌作用。
- 雞矢藤製劑給敵百蟲中毒山羊、兔靜脈注射，能使血漿膽鹼醋酶復活；可提高肝微粒體細胞色素P450。的含量，增強ㄤ肝藥酶的活力。對離體腸平滑肌的運動有抑制作用。

## 性味功能
甘、微苦，平。祛風利濕，消食化積，止咳，止痛。

## 主治
風濕筋骨痛，跌打損傷，外傷性疼痛，肝膽、胃腸絞痛，黃疸型肝炎，腸炎，祛痰，痢疾，消化不良，小兒疳積，肺結核咯血，支氣管炎，放射反應引起的白血球減少症，農藥中毒，葉治痢疾、止瀉，治咳嗽、感冒、風濕、痢疾。；外用治皮炎，濕疹，瘡瘍腫毒。

## 用法用量
用量11－30克，外用適量，搗爛敷患處。

## 附方
- 慢性氣管炎：
  - 雞矢藤、山薄荷、豬小腸各30克，水煎服，5－7天為一個療程。
  - 雞矢藤30克，百部15克，枇杷葉9克，水煎，加鹽少許內服。
- 有機磷農藥中毒：

雞矢藤90克，綠豆30克，水煎成3大杯，先服1大杯，每隔2－3小時服1次。服藥後有嘔吐或腹瀉反應。
- 皮膚漬瘍久不收口：

鮮雞矢藤葉或嫩芽適量（視病變範圍而定），搗爛搽患處，每次搽5分鐘，每日2－3次，連用7天。
- 癤腫、蜂窩組織炎：

雞矢藤60克，小飛揚30克。將雞矢藤、小飛揚研成粗末，浸泡於95%乙醇中，24小時後過濾，製成複方雞矢藤酒100毫升。將藥液浸濕紗布，持續濕敷患部。
- 咳嗽頭痛，久咳胸痛：

雞矢藤60克、蔥白60克、豬小腸適量燉煮，喝湯（溫熱喝）。

## 外部連結
- 雞屎藤 中藥材圖像數據庫  (香港浸會大學中醫藥學院) （中文）（英文）
- 雞屎藤Ji Shi Teng （页面存档备份，存于）中藥標本數據庫（香港浸會大學中醫藥學院）（繁體中文）（英文）
- . ITIS.   [2013-08-01]. （英文）
- 雞屎藤在NCBI的頁面連結

```
（英文）
```

- 波田善夫. . 植物雑学事典. 岡山理科大学生物地球学部.   [2013-08-01]. （原始内容存档于2020-09-27）.